# Xã Grafton, Quận Lorain, Ohio
Xã Grafton (tiếng Anh: Grafton Township) là một xã thuộc quận Lorain, tiểu bang Ohio, Hoa Kỳ. Năm 2010, dân số của xã này là 2.833 người.